# Knaresborough
Knaresborough est une ville du Yorkshire du Nord, en Angleterre. Cette ville thermale, située sur la Nidd (en), non loin de Harrogate, comptait 14 740 habitants en 2001.

## Histoire
Elle apparaît sous le nom de Chednaresburg ou Chenaresburg dans le Domesday Book. Le château de Knaresborough, dont la construction débute au début du XIIe siècle, abrite brièvement Hugues de Morville et ses compagnons après l'assassinat de Thomas Becket. En 1644, durant la guerre civile, le château est assiégé par les Parlementaires, qui s'en emparent et ordonnent sa destruction.